# Jan Wysocki (dyplomata)

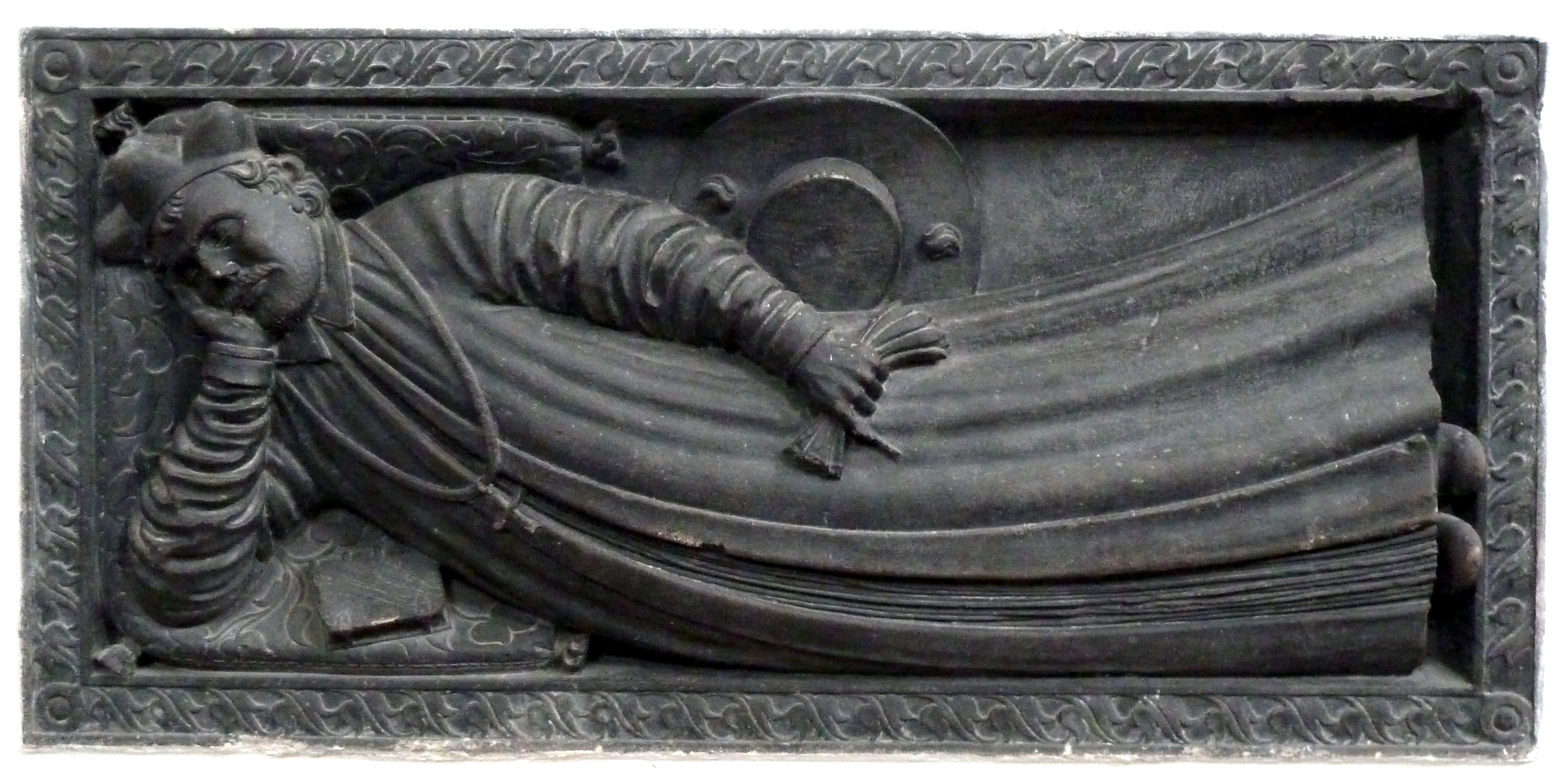
Płyta z niezachowanego nagrobka opata Lądu Jana Wysockiego, zm. 1560 r., fot. J. Nowiński.

Jan Wysocki herbu Dryja (ur. 1523, zm. 1560 w Lądzie) – dyplomata, sekretarz króla Zygmunta Augusta.
Opat klasztoru Cystersów w Lądzie, kanonik krakowski, płocki, łęczycki, kruszwicki, kantor gnieźnieński. W służbie królewskiej odbył dwa poselstwa: jedno do papieża Pawła IV, drugie do króla neapolitańskiego.
W kościele pocysterskim w Lądzie zachowała się płyta z wizerunkiem Wysockiego z jego niezachowanego nagrobka wystawionego przez jego brata Stanisława przed 1568 r.